# Begamganj
Begamganj ist eine Stadt im indischen Bundesstaat Madhya Pradesh. Begamganj liegt im Zentrum des Bundesstaates und damit auch Nahe dem geografischen Zentrum Indiens.
Die Stadt ist Teil des Distrikts Raisen. Begamganj hat den Status eines Municipal Councils. Die Stadt ist in 18 Wards gegliedert. Sie hatte am Stichtag der Volkszählung 2011 34.031 Einwohner, von denen 17.351 Männer und 16.840 Frauen waren. Hindus bilden mit einem Anteil von über 62 % die Mehrheit der Bevölkerung in der Stadt. Die Alphabetisierungsrate lag 2011 bei 84,49 % und damit deutlich über dem nationalen Durchschnitt.